# Mark Chmura
Mark William Chmura (Deerfield, 22 febbraio 1969) è un ex giocatore di football americano statunitense che ha giocato nel ruolo di tight end per tutta la carriera con i Green Bay Packers della National Football League (NFL). Fu scelto nel corso del sesto giro (157º assoluto) del Draft NFL 1992 dai Packers. All'università giocò a football al Boston College.

## Carriera da giocatore
Chmura fu scelto dai Green Bay Packers nel corso del sesto giro del Draft 1992. Giocò coi Packers per tutta la carriera fino al 1999, venendo convocato per tre Pro Bowl e disputando come titolare due Super Bowl, vincendo il Super Bowl XXXI contro i New England Patriots, in cui ricevette 4 passaggi per 43 yard, segnò un touchdown e una conversione da due punti.
Nel 1997, Chmura scelse di non incontrare il Presidente degli Stati Uniti Bill Clinton alla Casa Bianca dopo la vittoria dei Packers nel Super Bowl XXXI. Mentre molti affermarono che il motivo fosse perché Chmura era un fervente repubblicano, quell'incontro in realtà si teneva lo stesso giorno del torneo di golf di Mike Utley, un evento a cui Chmura aveva partecipato sin dal 1992 per onorare l'ex giocatore dei Detroit Lions rimasto paralizzato durante un incidente in campo.
Chmura fu svincolato prima della stagione 2000 a causa di un problema a un'ernia che di fatto concluse la sua carriera. Al momento del ritiro le sue 188 ricezioni erano il terzo risultato della storia per un tight end dei Packers. Nel 2010 fu inserito nella Green Bay Packers Hall of Fame.

## Palmarès

### Franchigia
- Super Bowl : 1

Green Bay Packers: XXXI
- National Football Conference Championship: 2

Green Bay Packers: 1996, 1997

### Individuale
- Convocazioni al Pro Bowl: 3

1995, 1997, 1998
- All-Pro: 2

1995, 1998
- Tight end dell'anno: 1

1998
- Green Bay Packers Hall of Fame

## Statistiche
| Ricezioni     | 188   |
| Yard ricevute | 2.253 |
| Touchdown     | 17    |